# (792) Metcalfia
(792) Metcalfia es un asteroide perteneciente al cinturón de asteroides descubierto por Joel Hastings Metcalf el 20 de marzo de 1907 desde el observatorio de Taunton, Estados Unidos.

## Designación y nombre
Metcalfia fue designado inicialmente como 1907 ZC.
Posteriormente, se nombró en honor del descubridor.

## Características orbitales
Metcalfia está situado a una distancia media del Sol de 2,623 ua, pudiendo acercarse hasta 2,283 ua. Su excentricidad es 0,13 y la inclinación orbital 8,616°. Emplea 1552 días en completar una órbita alrededor del Sol.